# Сделай сам

Самодельный магнитофон московского школьника А. Бирюкова, начало 1970-х гг.

Сделай сам (англ. DIY — do it yourself) — вид деятельности, при котором человек самостоятельно изготавливает для собственного использования те вещи, предметы и изделия, которые обычно изготавливаются промышленностью или мастерами-профессионалами.
Основные причины самодельничества:
1. Изготовить вещь, предмет, изделие, которое по каким-либо причинам недоступно для покупки (не производят, нет на рынке, дорого и т. д.; например, самодельный магнитофон, самодельный автомобиль);
2. Улучшить уже существующую вещь, изготавливая её с определёнными изменениями в конструкции, улучшающими её свойства, характеристики, или придающими изделию новые свойства и характеристики (например, самодельная блесна, самодельный дровокол и т. д.).

К самодельничеству также относится изготовление человеком вещей, предметов, изделий, законодательно запрещённых в большинстве стран — самодельное оружие, самодельные лекарства и алкогольные напитки.
Самодельничество существовало у всех народов во все времена. Как особое общественное явление оно стало проявляться с развитием промышленного производства, когда большинство изделий стало производиться промышленным способом, а самодельное изготовление чего-либо превратилось из необходимости в увлечение.

## Сферы приложения

### Радиолюбительство
Под радиолюбительством понимается конструирование, постройка, модификация различной электронной аппаратуры. Когда в 1924 году в СССР началось регулярное радиовещание, то первой аудиторией были радиолюбители, которые принимали сигнал на самодельные детекторные приёмники, так как промышленно изготовленные радиоприёмники в продаже в СССР появились позднее.
- Ретротроника

### В музыке

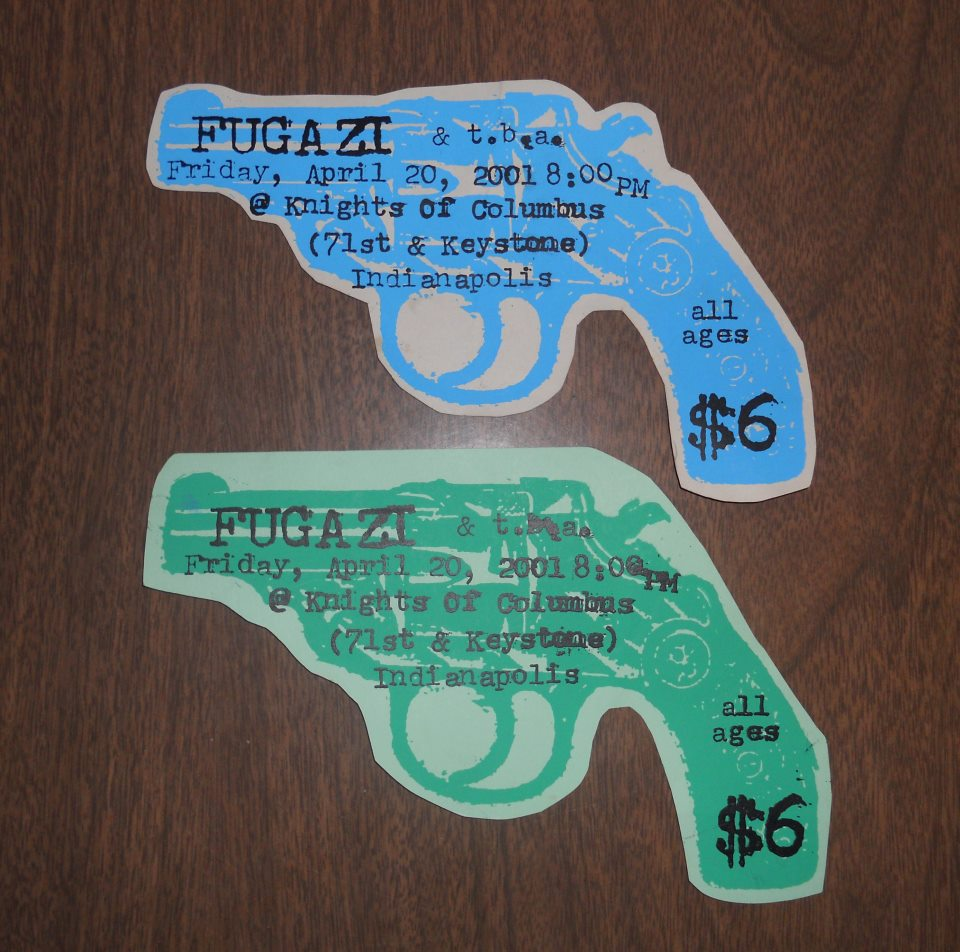
Билеты на концерт Fugazi в Индианаполисе, штат Индиана (2001 год)

В музыке самодельничество означает создание и тиражирование аудиозаписей, изготовление музыкальных инструментов, создание музыкальных журналов и газет, DIY-лейблов.
В панк-культуре принцип DIY является основополагающим, так как показывает независимость от отрасли шоу-бизнеса. Вообще, самодельничество как субкультура появилось вместе с панк-движением в 1970-х, когда музыкальные группы вместо работы с крупными лейблами стали самостоятельно записывать альбомы, производить продукцию с символикой и организовывать туры с низкой платой за вход. Ярким примером осуществления идей DIY на практике является деятельность группы Fugazi.

### В литературе
Самиздат — способ неофициального и неподцензурного производства и распространения литературных произведений и религиозных текстов. Самиздатом в России распространялись стихотворения М. Ю. Лермонтова, произведения Н. А. Некрасова, И. С. Баркова, а в СССР — стихи Иосифа Бродского, Осипа Мандельштама, рассказы Виктора Ерофеева, произведения Александра Солженицына, Бориса Пастернака, братьев Стругацких. В конце 1980‑х годов гонения на самиздат практически прекращаются, в связи с чем актуален вопрос о том, следует ли неофициальную издательскую деятельность последних десятилетий в России называть самиздатом.
К самодельной литературе также относят фанатские журналы (фанзины, или SkyCraft) — любительские малотиражные периодические или непериодические издания, выпускаемые представителями субкультур.

## В разных странах

### СССР
Самодельные автомобили
В 1970-е—1980-е годы в СССР многие строили автомобили своими руками. Это было связано с тем, что автомобили в СССР были, во-первых, очень дорогими, а во-вторых, они были дефицитными и для их приобретения требовалось годами стоять в очереди. Кроме того, разнообразие типов выпускаемых автомобилей было небольшим. При этом импорта автомобилей практически не было.
Самостоятельная постройка автомобиля требовала нескольких лет и часто обходилась дороже, чем покупка готового автомобиля: требовались узлы от серийных автомобилей и мотоциклов (хотя иногда люди изготовляли сами и узлы трансмиссии, и даже двигатели), материалы для шасси и кузова. Всех этих материалов не было в свободной продаже, их добывали различными способами.
В 1960-е годы в Москве прошли первые выставки самодельных автомобилей, в 1970-е—1980-е годы устраивались пробеги, передвижные выставки самодельных автомобилей, о них писали в журналах «Моделист-конструктор» и «Техника — молодёжи», рассказывали в телепрограмме «Это вы можете».
Самиздат
В конце 1970-х начала формироваться т. н. «самиздат»-культура. Начали выходить первые рок-журналы, такие как «Рокси», «Зеркало», «Ухо», «УрЛайт», «КонтКультUR’а». Эти журналы были самодельными, а, например, журнал «Рок Курьер» — полностью рукописным, но при этом достаточно объёмным. Также развивался магнитиздат, самодеятельное переписывание музыки на кассеты и рассылка их по почте. Панк-самиздат следующим образом описывается Украинским DIY-Клубом:
Запрещено было осуществлять какие-либо операции с деньгами: продавать самиздат, распространять записи и билеты на концерты за деньги — грозила статья о спекуляции. Но, тем не менее, в 84-90-х, ещё до начала официального выпуска пластинок, был распространен так называемый магнитиздат — самодеятельный выпуск записей, сначала — на катушках, потом — на кассетах.

### Россия

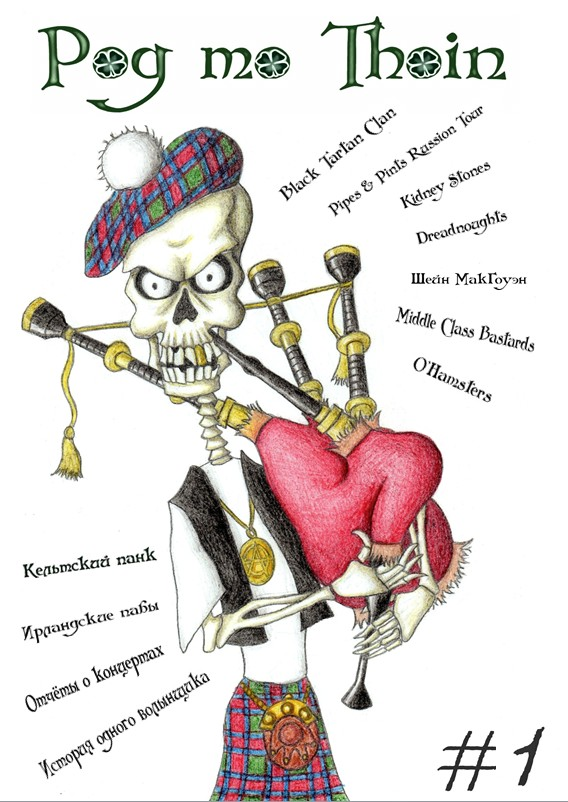
Первый номер первого российского цветного панк-зина «Pog mo Thoin»

После распада СССР DIY-движение начало своё активное развитие в России. Начали издаваться многочисленные панк-журналы и панк-лейблы, основанные на принципе DIY. Вот как оно охарактеризовано в статье Ольги Аксютиной, взятой из книги «Философия панка»:
В постсоветском пространстве панк-движение, опирающееся на принцип DIY, появилось в середине 1990-х. Первыми проявлениями DIY-панка на территории экс-СССР стали фэнзины… По основным принципам (сочетание музыки и политики; самостоятельное изготовление; распространение, главным образом, посредством почты или на концертах), это был тот же самиздат доперестроечных времен, но реально фэнзины не являлись его преемниками, ориентируясь исключительно на международные аналоги, на то, что называется панком во всем мире.

### Республики бывшего СССР
Характеристика из статьи Ольги Аксютиной из книги «Философия панка»:
Что касается других республик бывшего СССР, то DIY панк-культура получила наибольшее развитие на территории Беларуси и Прибалтики, почти полностью отсутствуя в остальных странах, что часто связано с политической ситуацией (например, в Казахстане и Туркменистане)… Показателен в этом случае феномен Беларуси, где квазитоталитарная политическая ситуация в стране не только мешает развитию панк-движения (репрессивные меры, вплоть до разгона концертов, активно применяются властью), но и способствует консолидации панк-сцены, максимально политизируя её. Другой причиной расцвета DIY панк-культуры в Беларуси является близкое расположение Польши с её давними традициями сопротивления, самиздата и панк-культуры. Тогда как на Украине... DIY панк-культура существует на зачаточном уровне, также как, например, в Узбекистане.

### США

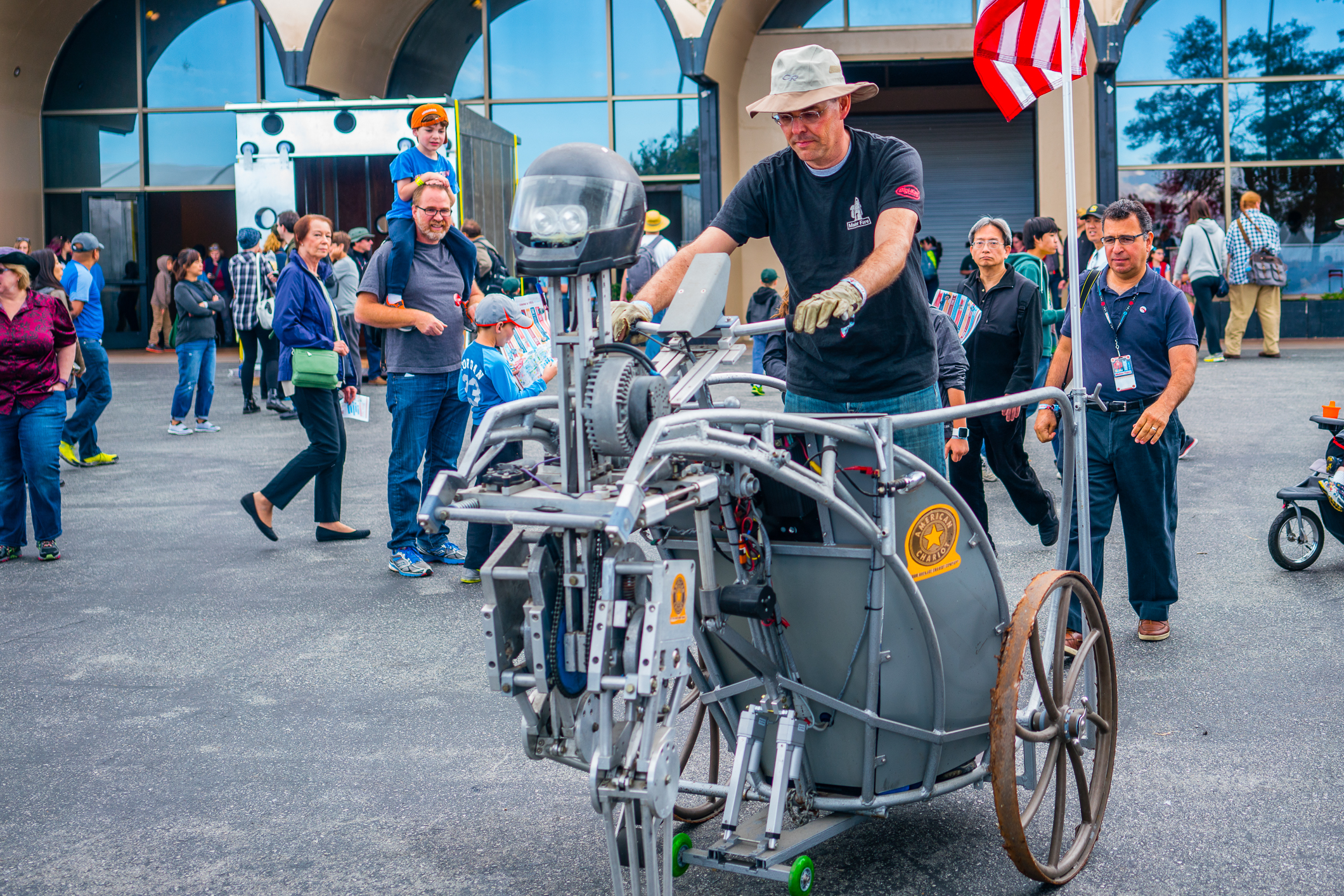
Самодельное транспортное средство на фестивале «мейкеров» в Сан-Матео, 2016 год

В середине 2000-х годов в США появилась субкультура «мейкеров». Она связана с журналом «MAKE», основанным в 2005 году. В 2006 году создатель этого журнала Дейл Доэрти организовал первый Maker Faire (фестиваль Мейкеров) в Калифорнии, чтобы «собрать вместе людей, умеющих создавать удивительные вещи с использованием подручных средств и цифровых возможностей». Субкультура «мейкеров» объединяет использование новых технологий (таких как 3D-принтер) с традиционным декоративно-прикладным искусством. Некоторые «мейкеры» впоследствии становятся предпринимателями и открывают свои стартап-компании.
- Custom car[англ.] Кастомный (модифицированный) автомобиль — легковой автомобиль, который был изменён с целью улучшения его характеристик, изменения эстетики или сочетания того и другого. Некоторые автомобильные энтузиасты в Соединённых Штатах желают вывести «стиль и производительность на шаг за пределы выставочного зала — создать по-настоящему собственный автомобиль». На британском английском, согласно словарю английского языка Коллинза (Collins English Dictionary), кастомный автомобиль, — собранный по собственной спецификации покупателя. Нестандартные автомобили не следует путать с автомобилями кузовной сборки, изготовленными специализированными кузовостроителями, на исторически сложившемся шасси, но с роскошным кузовом.
  - Kustom (cars)[англ.] («кастомы») — модифицированные автомобили 1930-х — начала 1960-х годов, выполненные в стилях кастомизации того периода. Считается, что использование буквы «K» для обозначения «Kustom», а не буквы «C» (Custom), принадлежит Джорджу Баррису.
  - Kustom Kulture[англ.] — произведения искусства, транспортные средства, причёски и мода тех, кто водил и создавал кастомные автомобили и мотоциклы в Соединённых Штатах Америки с 1950-х годов по сегодняшний день. Он родился из культуры хот-родов Южной Калифорнии 1960-х годов.

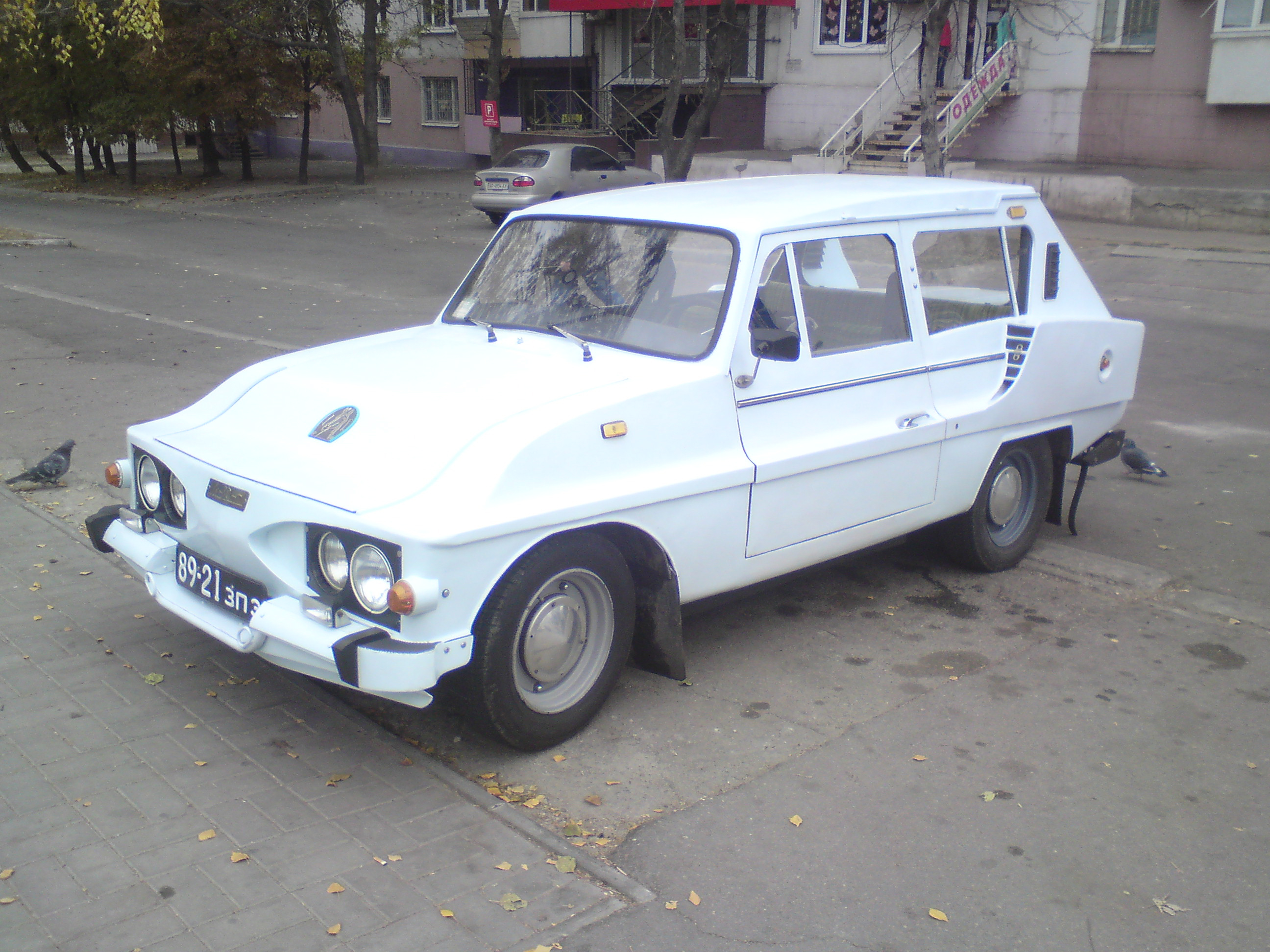
Самодельный автомобиль, Запорожье